# Contea di Pingnan
La contea di Pingnan (屏南县S, Píngnán XiànP) è una contea della Cina, situata nella provincia del Fujian.

## Storia
Pingnan fu istituita come contea dalla corte della dinastia Qing nel 1735.

## Monumenti e luoghi d'interesse
Tra i monumenti storici locali vi era il ponte di Wan'an, situato nella cittadina appunto chiamata Changqiao ("ponte lungo"). Il ponte, descritto come il "ponte ad arco in legno più lungo della Cina", fu costruito originariamente nel 1648 e ricostruito più volte in seguito. Nel 2022 è stato distrutto da un incendio.

## Economia
Pingnan è "la capitale dei funghi estivi" e la produzione annuale di funghi Xiangu supera le 6.000 tonnellate. È la più grande base di esportazione di funghi estivi in Cina. Pingnan è anche famosa per frutti come le prugne Younai, i cachi senza semi, i chinquapis, gli yangtao e i piselli Wuyan.